# Northampton Saints
Il Northampton Saints RFC è un club professionistico inglese di rugby a 15 che ha sede a Northampton. La squadra gioca i propri incontri interni al Franklin's Gardens di Northampton, che ha una capaciatà di 13.591 posti.
I Northampton Saints, fondati nel 1880, hanno conquistato il loro primo trofeo importante nella stagione 1999/2000 quando sono riusciti a vincere la finale dell'Heineken Cup superando in finale gli irlandesi del Munster.
Il 31 maggio 2014 vincono la loro prima Aviva Premiership superando i Saracens dopo i tempi supplementari con il punteggio di 24-20 per i Saints.
La rivalità più sentita è quella con i Leicester Tigers.

## Storia
Questa squadra è stata fondata nel 1880.
Il 27 maggio 2000 a Londra il Northampton vince la Heineken Cup contro il Munster, 9 a 8.
Nella stagione 2005-2006 il Northampton è stato eliminato nella European Challenge Cup ai quarti dal Worcester Rugby 25 a 34.

## Palmarès
- Premiership: 2

- 2013-14, 2023-24
- Heineken Cup: 1
1999-00
- Challenge Cup: 2
2008-09, 2013-14
- Coppe Anglo-Gallesi: 1
2009-10